# Église Saint-Martin de Goudelancourt-lès-Berrieux
L'église Saint-Martin de Goudelancourt-lès-Berrieux est une église située à Goudelancourt-lès-Berrieux, en France.

## Localisation
L'église est située sur la commune de Goudelancourt-lès-Berrieux, dans le département de l'Aisne.